# Château Thévenot
Pour les articles homonymes, voir Thévenot.
Le château Thévenot est un édifice situé sur la commune d'Audincourt dans le département du Doubs en France.
Les façades et les toitures ainsi que la cheminée des deux pièces Nord-Est et Sud-Est de l'étage font l’objet d’une inscription au titre des monuments historiques depuis le 27 juin 1984.

## Histoire
Le château fut construit au XVIIIe siècle pour la famille Thévenot, de grands propriétaires fonciers locaux,.
Au XIXe siècle, un bâtiment dans la cour est construit pour la gendarmerie.
Par la suite, le château devint la propriété de la famille Peugeot.
Le bâtiment abrite maintenant la bibliothèque municipale.

## Architecture
Le château est situé sur les rives du Doubs.
L'architecture de l'édifice est typique du XVIIIe siècle pour le pays de Montbéliard : 
- le bâtiment est entouré d'un parc ;
- plan rectangulaire à deux niveaux doubles avec couloir et escalier central sur caves voûtées ;
- tour de baies, bandeaux, chambranle en grès rose des Vosges ;
- angles en pierres apparentes[2],[3].